# Richard Kuklinski
Richard Leonard Kuklinski ps. The Iceman (ur. 11 kwietnia 1935 w Jersey City, zm. 5 marca 2006 w Trenton) – amerykański gangster polskiego i irlandzkiego pochodzenia. Szacuje się, że w ciągu 30 lat zamordował ponad 200 osób.

## Życiorys
Richard Leonard Kuklinski urodził się 11 kwietnia 1935 roku w Jersey City w stanie New Jersey, był drugim z trójki dzieci Stanleya Kuklinskiego i Anny Kuklinski z domu McNally. Pochodził z patologicznej rodziny. Jego ojciec był alkoholikiem i często bił dzieci. Po śmierci starszego brata, zabitego przez ojca, Richard zaczął popadać w konflikt z rodziną, wychowywał się na ulicy. W tym okresie pojawiły się u niego skłonności sadystyczne. Na początku znęcał się nad zwierzętami; wrzucał je do pieców lub przywiązywał do pociągu. Jego pierwsza ofiara to Charley Lane, lider sześcioosobowego gangu szkolnego, który znęcał się nad Richardem. Morderstwa dokonał mając 14 lat. Na zlecenie mafii zaczął zabijać w latach 60. Wcześniej zamordował około 50 bezdomnych osób.
W tym czasie Richard Kuklinski prowadził podwójne życie, przez 25 lat był mężem Barbary Kuklinski i miał dwie córki: Merrick i Chris oraz syna Dwayne'a. Oficjalnie pracował jako biznesmen.
Został schwytany przez policjantów w 1986 roku. Udział w schwytaniu mordercy miał detektyw ze stanu New Jersey Dominick Polifrone, który został umieszczony w strukturach mafii i przyjaźnił się z Richardem Kuklinskim. Dwa lata później sąd skazał Richarda Kuklinskiego na podwójną karę dożywotniego pozbawienia wolności, co oznaczało możliwość wyjścia na wolność za dobre sprawowanie w 2046 roku. Zmarł nagle 5 marca 2006 roku, prawdopodobnie z przyczyn naturalnych, lecz istnieje również podejrzenie tego, że śmierć była wynikiem zatrucia kadmem.